# Ley Orgánica de Ordenación del Territorio
|  | El contenido de esta página se encuentra en Wikisource. Por favor, no haga ningún cambio o adición aquí. Cualquier modificación apropiada debe hacerse en Ley Orgánica de Ordenación del Territorio. |